# Girgensohnia diptera
Girgensohnia diptera är en amarantväxtart som beskrevs av Aleksandr Andrejevitj Bunge. Girgensohnia diptera ingår i släktet Girgensohnia och familjen amarantväxter. Inga underarter finns listade i Catalogue of Life.